# Campeonato Africano de Naciones de 2011
El Campeonato Africano de Naciones de 2011 (2011 بطولة أمم إفريقيا للمحليين, en árabe) fue la II edición de este torneo africano. El mismo se organizó en Sudán, del 4 de febrero al 25 de febrero de 2011. El sorteo de grupos se realizó en Jartum el 27 de noviembre de 2010.
Par este torneo la CAF decidió aumentar el número de equipos participantes de 8 a 16 selecciones.
Al momento de otorgarle la sede a Sudán, el país todavía estaba unificado. Del 9 de enero al 15 de enero de 2011 se llevó a cabo un Referéndum sobre la independencia de Sudán del Sur dándose a conocer los resultados el 7 de febrero de 2011, quedando de esta manera definida la independencia de Sudán del Sur, en pleno desarrollo del campeonato.
Pese a que todavía el país estaba unido, aunque con los conflictos tribales sudaneses y el proceso independentista en marcha, ninguna de las sedes del torneo estaba en la región que luego sería Sudán del Sur.
Tras derrotar por un contundente 3 a 0 a Angola, la Selección de Túnez se llevó el campeonato en medio de la revolución política que vivía el país en aquellos años.

## Sedes
| Omdurmán            | Omdurmán          | Jartum            | Wad Madani         | Puerto Sudán         |
| ------------------- | ----------------- | ----------------- | ------------------ | -------------------- |
| Estadio Al Merreikh | Estadio AlHilal   | Estadio de Jartum | Estadio Wad Madani | Estadio Puerto Sudán |
| Capacidad: 42.000   | Capacidad: 15.000 | Capacidad: 23.000 | Capacidad: 15.000  | Capacidad: 13.000    |
|                     |                   |                   |                    |                      |

## Clasificados

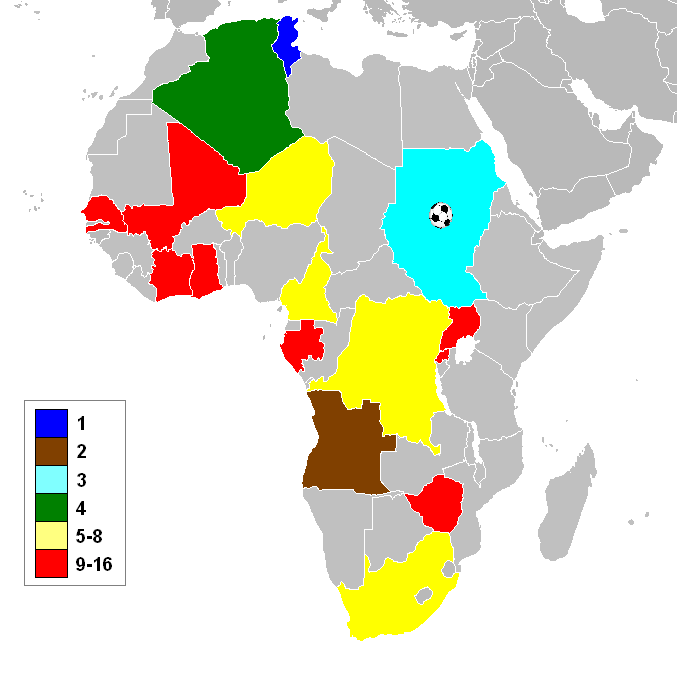
Mapa según el resultado obtenido.

En cursiva los debutantes del torneo.
| Eliminatorias |
| ------------- |
| Clasificación |

| Selecciones participantes | Selecciones participantes | Selecciones participantes | Selecciones participantes |
| ------------------------- | ------------------------- | ------------------------- | ------------------------- |
| Argelia                   | RD Congo                  | Níger                     | Sudán (Anfitrión)         |
| Angola                    | Gabón                     | Ruanda                    | Túnez                     |
| Camerún                   | Ghana                     | Senegal                   | Uganda                    |
| Costa de Marfil           | Malí                      | Sudáfrica                 | Zimbabue                  |

## Resultados
- Los horarios corresponden a la hora de Sudán (UTC+3).

Leyenda: Pts: Puntos; PJ: Partidos jugados; PG: Partidos ganados; PE: Partidos empatados; PP: Partidos perdidos; GF: Goles a favor; GC: Goles en contra; Dif: Diferencia de goles.

### Primera fase

#### Grupo A
| Selección | Pts | PJ | PG | PE | PP | GF | GC | Dif |
| --------- | --- | -- | -- | -- | -- | -- | -- | --- |
| Sudán     | 7   | 3  | 2  | 1  | 0  | 2  | 0  | 2   |
| Argelia   | 5   | 3  | 1  | 2  | 0  | 4  | 2  | 2   |
| Gabón     | 4   | 3  | 1  | 1  | 1  | 4  | 4  | 0   |
| Uganda    | 0   | 3  | 0  | 0  | 3  | 1  | 5  | -4  |

| 4 de febrero de 2011, 20:30 | Sudán        | 1:0 (1:0) | Gabón | Estadio de Jartum, Jartum                      |                                                |
|                             | El Tahir 17' | Reporte   |       | Árbitro(s): Seechurn Rajindraparsad (Mauricio) | Árbitro(s): Seechurn Rajindraparsad (Mauricio) |

| 5 de febrero de 2011, 15:30 | Uganda | 0:2 (0:1) | Argelia                  | Estadio de Jartum, Jartum          |                                    |
|                             |        | Reporte   | Djabou 18' · Soudani 62' | Árbitro(s): Koman Coulibaly (Malí) | Árbitro(s): Koman Coulibaly (Malí) |

| 8 de febrero de 2011, 17:30 | Gabón                              | 2:2 (0:0) | Argelia          | Estadio de Jartum, Jartum               |                                         |
|                             | Lengoualama 53' · Bembangoye 90+1' | Reporte   | Soudani 71', 90' | Árbitro(s): Leingaifry Ali (Mauritania) | Árbitro(s): Leingaifry Ali (Mauritania) |

| 8 de febrero de 2011, 20:00 | Sudán       | 1:0 (1:0) | Uganda | Estadio de Jartum, Jartum          |                                    |
|                             | El Tahir 9' | Reporte   |        | Árbitro(s): Ousmane Fall (Senegal) | Árbitro(s): Ousmane Fall (Senegal) |

| 12 de febrero de 2011, 20:00 | Sudán | 0:0     | Argelia | Estadio de Jartum, Jartum             |                                       |
|                              |       | Reporte |         | Árbitro(s): Eddy Maillet (Seychelles) | Árbitro(s): Eddy Maillet (Seychelles) |

| 12 de febrero de 2011, 20:00 | Gabón               | 2:1 (0:0) | Uganda    | Estadio AlHilal, Omdurman                            |                                                      |
|                              | Pitty Djoué 65' 69' | Reporte   | Sadam 88' | Árbitro(s): Désiré Doué Normandiez (Costa de Marfil) | Árbitro(s): Désiré Doué Normandiez (Costa de Marfil) |

#### Grupo B
| Selección | Pts | PJ | PG | PE | PP | GF | GC | Dif |
| --------- | --- | -- | -- | -- | -- | -- | -- | --- |
| Sudáfrica | 9   | 3  | 3  | 0  | 0  | 6  | 2  | 4   |
| Níger     | 6   | 3  | 2  | 0  | 1  | 2  | 2  | 0   |
| Zimbabue  | 3   | 3  | 1  | 0  | 2  | 2  | 3  | -1  |
| Ghana     | 0   | 3  | 0  | 0  | 3  | 1  | 4  | -3  |

| 5 de febrero de 2011, 17:30 | Ghana      | 1:2 (1:0) | Sudáfrica                  | Estadio Wad Madani, Wad Madani          |                                         |
|                             | Daniel 37' | Reporte   | Shongwe 57' · Shabangu 88' | Árbitro(s): Khalid Abdel Rahman (Sudán) | Árbitro(s): Khalid Abdel Rahman (Sudán) |

| 5 de febrero de 2011, 20:00 | Zimbabue | 0:1 (0:0) | Níger           | Estadio Wad Madani, Wad Madani             |                                            |
|                             |          | Reporte   | Abdoulkader 70' | Árbitro(s): Mal Souley Mohamadou (Camerún) | Árbitro(s): Mal Souley Mohamadou (Camerún) |

| 9 de febrero de 2011, 17:30 | Sudáfrica       | 2:0 (0:0) | Níger | Estadio Wad Madani, Wad Madani        |                                       |
|                             | Shongwe 56' 88' | Reporte   |       | Árbitro(s): Wellington Kaoma (Zambia) | Árbitro(s): Wellington Kaoma (Zambia) |

| 9 de febrero de 2011, 20:00 | Ghana | 0:1 (0:1) | Zimbabue | Estadio Wad Madani, Wad Madani                  |                                                 |
|                             |       | Reporte   | Gutu 17' | Árbitro(s): Helder Martins de Carvalho (Angola) | Árbitro(s): Helder Martins de Carvalho (Angola) |

| 13 de febrero de 2011, 20:00 | Ghana | 0:1 (0:0) | Níger     | Estadio Wad Madani, Wad Madani  |                                 |
|                              |       | Reporte   | Tukur 89' | Árbitro(s): Slim Jedidi (Tunes) | Árbitro(s): Slim Jedidi (Tunes) |

| 13 de febrero de 2011, 20:00 | Sudáfrica                    | 2:1 (0:1) | Zimbabue  | Estadio AlHilal, Omdurmán            |                                      |
|                              | Shabangu 33' · Mkhwanazi 62' | Reporte   | Maroto 2' | Árbitro(s): Jamal Haimoudi (Argelia) | Árbitro(s): Jamal Haimoudi (Argelia) |

#### Grupo C
| Selección       | Pts | PJ | PG | PE | PP | GF | GC | Dif |
| --------------- | --- | -- | -- | -- | -- | -- | -- | --- |
| Camerún         | 9   | 3  | 3  | 0  | 0  | 5  | 0  | 5   |
| RD Congo        | 4   | 3  | 1  | 1  | 1  | 3  | 4  | -1  |
| Costa de Marfil | 3   | 1  | 1  | 0  | 2  | 2  | 4  | -2  |
| Malí            | 1   | 1  | 0  | 1  | 2  | 1  | 3  | -2  |

| 6 de febrero de 2011, 17:30 | RD Congo | 0:2 (0:1) | Camerún                | Estadio Al Merreikh, Omdurmán          |                                        |
|                             |          | Reporte   | Momasso 42' · Baba 80' | Árbitro(s): Daniel Bennett (Sudáfrica) | Árbitro(s): Daniel Bennett (Sudáfrica) |

| 6 de febrero de 2011, 20:00 | Costa de Marfil | 1:0 (1:0) | Malí | Estadio Al Merreikh, Omdurmán       |                                     |
|                             | Koné 23'        | Reporte   |      | Árbitro(s): Eddy Maillet (Seychels) | Árbitro(s): Eddy Maillet (Seychels) |

| 10 de febrero de 2011, 17:30 | Camerún    | 1:0 (0:0) | Malí | Estadio Al Merreikh, Omdurmán   |                                 |
|                              | Sagong 68' | Reporte   |      | Árbitro(s): Slim Jedidi (Túnez) | Árbitro(s): Slim Jedidi (Túnez) |

| 10 de febrero de 2011, 20:00 | RD Congo                       | 2:1 (2:1) | Costa de Marfil | Estadio Al Merreikh, Omdurmán         |                                       |
|                              | Salakiaku 18' · Kaluyituka 31' | Reporte   | Mangoua 8'      | Árbitro(s): José Rachide (Mozambique) | Árbitro(s): José Rachide (Mozambique) |

| 14 de febrero de 2011, 20:00 | Camerún                | 2:0 (0:0) | Costa de Marfil | Estadio de Jartum, Jartum                        |                                                  |
|                              | Monkam 54' · Ekane 90' | Reporte   |                 | Árbitro(s): Rajindraparsad Seechurn (Mauritania) | Árbitro(s): Rajindraparsad Seechurn (Mauritania) |

| 14 de febrero de 2011, 20:00 | RD Congo    | 1:1 (0:0) | Malí         | Estadio Al Merreikh, Omdurmán          |                                        |
|                              | Kabangu 82' | Reporte   | Bagayoko 80' | Árbitro(s): Omar Mohamed Ragab (Libia) | Árbitro(s): Omar Mohamed Ragab (Libia) |

#### Grupo D
| Selección | Pts | PJ | PG | PE | PP | GF | GC | Dif |
| --------- | --- | -- | -- | -- | -- | -- | -- | --- |
| Túnez     | 7   | 3  | 2  | 1  | 0  | 6  | 2  | 4   |
| Angola    | 5   | 3  | 1  | 2  | 0  | 3  | 2  | 1   |
| Senegal   | 4   | 3  | 1  | 1  | 1  | 2  | 2  | 0   |
| Ruanda    | 0   | 3  | 0  | 0  | 3  | 2  | 7  | -5  |

| 7 de febrero de 2011, 17:30 | Senegal                | 2:0 (0:0) | Ruanda | Estadio Puerto Sudán, Puerto Sudán   |                                      |
|                             | Kasse 89' · Diop 90+1' | Reporte   |        | Árbitro(s): Jamal Haimoudi (Argelia) | Árbitro(s): Jamal Haimoudi (Argelia) |

| 7 de febrero de 2011, 20:00 | Angola     | 1:1 (0:1) | Túnez     | Estadio Puerto Sudán, Puerto Sudán                   |                                                      |
|                             | Kali 90+2' | Reporte   | Msakni 7' | Árbitro(s): Désiré Doué Normandiez (Costa de Marfil) | Árbitro(s): Désiré Doué Normandiez (Costa de Marfil) |

| 11 de febrero de 2011, 17:30 | Ruanda        | 1:3 (1:3) | Túnez                                     | Estadio Puerto Sudán, Puerto Sudán       |                                          |
|                              | Tuyisenge 23' | Reporte   | Darragi 21' · Kasdaoui 32' · Dhaouadi 44' | Árbitro(s): Bakary Gassama Papa (Gambia) | Árbitro(s): Bakary Gassama Papa (Gambia) |

| 11 de febrero de 2011, 20:00 | Senegal | 0:0     | Angola | Estadio Puerto Sudán, Puerto Sudán     |                                        |
|                              |         | Reporte |        | Árbitro(s): Omar Mohamed Ragab (Libia) | Árbitro(s): Omar Mohamed Ragab (Libia) |

| 15 de febrero de 2011, 20:00 | Senegal | 0:2 (0:1) | Túnez                    | Estadio Puerto Sudán, Puerto Sudán       |                                          |
|                              |         | Reporte   | Kasdaoui 45' · Korbi 88' | Árbitro(s): Khalid Abd El Rahman (Sudán) | Árbitro(s): Khalid Abd El Rahman (Sudán) |

| 15 de febrero de 2011, 20:00 | Ruanda         | 1:2 (1:1) | Angola                  | Estadio AlHilal, Omdurmán                  |                                            |
|                              | Mugiraneza 18' | Reporte   | Love 31' · Carvalho 57' | Árbitro(s): Mal Souley Mohamadou (Camerún) | Árbitro(s): Mal Souley Mohamadou (Camerún) |

### Segunda fase
- Los horarios corresponden a la hora de Sudán (UTC+3).[5]

|  | Cuartos de final        | Cuartos de final        |                         |       | Semifinales  | Semifinales  |  |  | Final                   | Final |
|  |                         |                         |                         |       |              |              |  |  |                         |       |
|  | Jartum, 18 de febrero   |                         |                         |       |              |              |  |  |                         |       |
|  |                         |                         |                         |       |              |              |  |  |                         |       |
|  | Sudáfrica               | 0                       |                         |       |              |              |  |  |                         |       |
|  | Sudáfrica               | 0                       | Jartum, 22 de febrero   |       |              |              |  |  |                         |       |
|  | Argelia                 | 2                       |                         |       |              |              |  |  |                         |       |
|  | Argelia                 | 2                       | Argelia                 | 1 (3) |              |              |  |  |                         |       |
|  | Jartum, 19 de febrero   |                         | Argelia                 | 1 (3) |              |              |  |  |                         |       |
|  |                         | Túnez                   | 1 (5)                   |       |              |              |  |  |                         |       |
|  | Túnez                   | Túnez                   | 1 (5)                   | 1     |              |              |  |  |                         |       |
|  | Túnez                   |                         | Omdurmán, 25 de febrero | 1     |              |              |  |  |                         |       |
|  | RD Congo                | 0                       |                         |       |              |              |  |  |                         |       |
|  | RD Congo                | 0                       | Túnez                   | 3     |              |              |  |  |                         |       |
|  | Omdurmán, 18 de febrero |                         | Túnez                   | 3     |              |              |  |  |                         |       |
|  |                         | Angola                  | 0                       |       |              |              |  |  |                         |       |
|  | Sudán                   | Angola                  | 0                       | 1 (4) |              |              |  |  |                         |       |
|  | Sudán                   | Omdurmán, 22 de febrero |                         | 1 (4) |              |              |  |  |                         |       |
|  | Níger                   | 1 (3)                   |                         |       |              |              |  |  |                         |       |
|  | Níger                   | 1 (3)                   | Sudán                   | 1 (2) | Tercer lugar | Tercer lugar |  |  |                         |       |
|  | Omdurmán, 19 de febrero |                         | Sudán                   | 1 (2) |              |              |  |  |                         |       |
|  |                         | Angola                  | 1 (4)                   |       |              |              |  |  |                         |       |
|  | Camerún                 | Angola                  | 1 (4)                   | 0 (7) | Argelia      | 0            |  |  |                         |       |
|  | Camerún                 |                         |                         | 0 (7) | Argelia      | 0            |  |  |                         |       |
|  | Angola                  | 0 (8)                   |                         | Sudán | 1            |              |  |  |                         |       |
|  | Angola                  | 0 (8)                   |                         |       | 1            |              |  |  |                         |       |
|  |                         |                         |                         |       |              |              |  |  | Omdurmán, 25 de febrero |       |
|  |                         |                         |                         |       |              |              |  |  |                         |       |

#### Cuartos de final
| 18 de febrero de 2011, 17:00 | Sudáfrica | 0:2 (0:1) | Argelia                  | Estadio de Jartum, Jartum          |                                    |
|                              |           | Reporte   | Maïza 44' · Metref 90+3' | Árbitro(s): Ousmane Fall (Senegal) | Árbitro(s): Ousmane Fall (Senegal) |

| 18 de febrero de 2011, 20:30 | Sudán                                                               | 1:1 (1:0) (4:3 p.)         | Níger                                             | Estadio Al Hilal, Omdurmán             |                                        |
|                              | Bakri 17'                                                           | Reporte                    | Modibo 65'                                        | Árbitro(s): Daniel Bennett (Sudáfrica) | Árbitro(s): Daniel Bennett (Sudáfrica) |
|                              |                                                                     | Tiros desde el punto penal |                                                   |                                        |                                        |
|                              | Mohamed El Tahir · Saif Eldin · Musaab · Mohamed El Khider · Hitham |                            | Idrissa · Modibo · Abdoul Karim · Sabiou · Moctar |                                        |                                        |

| 18 de febrero de 2011, 17:00 | Camerún                                                                       | 0:0 (7:8 p.)               | Angola                                                                       | Estadio Al Merreikh, Omdurmán         |                                       |
|                              |                                                                               | Reporte                    |                                                                              | Árbitro(s): Eddy Maillet (Seychelles) | Árbitro(s): Eddy Maillet (Seychelles) |
|                              |                                                                               | Tiros desde el punto penal |                                                                              |                                       |                                       |
|                              | Bebey · Balokog · Nguemaleu · Ashu · Sagong · Ndame · Moundi · Monkam · Ekane |                            | Job · Osório · Miguel · Kali · Love · Santana · Afonso · Zé Kalanga · Mafuta |                                       |                                       |

| 19 de febrero de 2011, 20:30 | Túnez        | 1:0 (0:0) | RD Congo | Estadio de Jartum, Jartum          |                                    |
|                              | Dhaouadi 51' | Reporte   |          | Árbitro(s): Koman Coulibaly (Malí) | Árbitro(s): Koman Coulibaly (Malí) |

#### Semifinales
| 22 de febrero de 2011, 17:00 | Argelia                              | 1:1 (0:1) (3:5 p.)         | Túnez                                        | Estadio de Jartum, Jartum                      |                                                |
|                              | Djabou 62'                           | Reporte                    | Gasdaoui 18'                                 | Árbitro(s): Rajindraparsad Seechurn (Mauricio) | Árbitro(s): Rajindraparsad Seechurn (Mauricio) |
|                              |                                      | Tiros desde el punto penal |                                              |                                                |                                                |
|                              | Feham · Lemmouchia · Meftah · Metref |                            | Darragi · Souissi · Gharbi · Hicheri · Korbi |                                                |                                                |

| 22 de febrero de 2011, 20:30 | Sudán                                          | 1:1 (1:0) (2:4 p.)         | Angola                               | Estadio Al Marreikh, Omdurmán                        |                                                      |
|                              | Saif Eldin Ali 45'                             | Reporte                    | Love 71'                             | Árbitro(s): Désiré Doué Normandiez (Costa de Marfil) | Árbitro(s): Désiré Doué Normandiez (Costa de Marfil) |
|                              |                                                | Tiros desde el punto penal |                                      |                                                      |                                                      |
|                              | El Tahir · Bard Eldin · Masaab · Tahir Mohamed |                            | Job · Kali · Miguel · Adawá · Afonso |                                                      |                                                      |

#### Tercer puesto
| 25 de febrero de 2011, 15:30 | Argelia | 0:1 (0:1) | Sudán        | Estadio Al Marreikh, Omdurmán         |                                       |
|                              |         | Reporte   | El Tahir 37' | Árbitro(s): Eddy Maillet (Seychelles) | Árbitro(s): Eddy Maillet (Seychelles) |

#### Final
| 25 de febrero de 2011, 20:30 | Túnez                                  | 3:0 (0:0) | Angola | Estadio Al Merreikh, Omdurmán          |                                        |
|                              | Medji 47' · Dhaouadi 74' · Darragi 80' | Reporte   |        | Árbitro(s): Daniel Bennett (Sudáfrica) | Árbitro(s): Daniel Bennett (Sudáfrica) |

| Túnez                                                                              | Angola                                                |
| ---------------------------------------------------------------------------------- | ----------------------------------------------------- |
| 16 Aymen Mathlouthi                                                                | 1 Lamá                                                |
| 2 Khaled Souissi                                                                   | 19 Fabrício Mafuta                                    |
| 3 Walid Hichri                                                                     | 4 Masunguna Afonso                                    |
| 5 Aymen Abdennour                                                                  | 5 Kali                                                |
| 6 Fateh Gharbi                                                                     | 15 Miguel Quiame 65'                                  |
| 7 Youssef Msakni 85'                                                               | 13 Hugo 56'                                           |
| 8 Khaled Korbi                                                                     | 3 Osório Carvalho                                     |
| 11 Salema Kasdaoui                                                                 | 20 Nary 82'                                           |
| 12 Adel Chedli 67'                                                                 | 8 Chara                                               |
| 14 Medji Traoui                                                                    | 14 Amaro                                              |
| 15 Zouheir Dhaouadi 89'                                                            | 10 Santana Carlos                                     |
| DT Sami Trabelsi                                                                   | DT Lito                                               |
| Cambios · 10 Oussama Darragi 67' · 13 Wissem Ben Yahia 85' · 9 Lamjed Chehoudi 89' | Cambios · 17 Zé Kalanga 56' · 18 Love 65' · 7 Job 82' |
| Amonestados Chedli (31') Dhaouadi (36') Korbi (45') Gharbi (60')                   |                                                       |

| Túnez                       |
| Campeón Túnez Primer título |

## Estadísticas finales
| Selección | Selección       | Pts | PJ | PG | PE | PP | GF | GC | Dif |
| --------- | --------------- | --- | -- | -- | -- | -- | -- | -- | --- |
| 1º        | Túnez           | 14  | 6  | 4  | 2  | 0  | 11 | 3  | 8   |
| 2º        | Angola          | 7   | 6  | 1  | 4  | 1  | 4  | 6  | -2  |
| 3º        | Sudán           | 12  | 6  | 3  | 3  | 0  | 5  | 2  | 3   |
| 4º        | Argelia         | 9   | 6  | 2  | 3  | 1  | 7  | 4  | 3   |
| 5º        | Camerún         | 10  | 4  | 3  | 1  | 0  | 5  | 0  | 0   |
| 6º        | Sudáfrica       | 9   | 4  | 3  | 0  | 1  | 6  | 4  | 2   |
| 7º        | Níger           | 7   | 4  | 2  | 1  | 1  | 3  | 3  | 0   |
| 8º        | RD Congo        | 4   | 4  | 1  | 1  | 2  | 3  | 5  | -2  |
| 9º        | Gabón           | 4   | 3  | 1  | 1  | 1  | 4  | 4  | 0   |
| 10º       | Senegal         | 4   | 3  | 1  | 1  | 1  | 2  | 2  | 0   |
| 11º       | Zimbabue        | 3   | 3  | 1  | 0  | 2  | 2  | 3  | -1  |
| 12º       | Costa de Marfil | 3   | 3  | 1  | 0  | 2  | 2  | 4  | -2  |
| 13º       | Malí            | 1   | 3  | 0  | 1  | 2  | 1  | 3  | -2  |
| 14º       | Ghana           | 0   | 3  | 0  | 0  | 3  | 1  | 4  | -3  |
| 15º       | Uganda          | 0   | 3  | 0  | 0  | 3  | 1  | 5  | -4  |
| 16º       | Ruanda          | 0   | 3  | 0  | 0  | 3  | 2  | 7  | -5  |

## Premios y reconocimientos

### Bota de oro
| Jugador                | Selección | Goles |
| ---------------------- | --------- | ----- |
| El Arbi Hillel Soudani | Argelia   | 3     |
| Myron Shongwe          | Sudáfrica | 3     |
| Mudathir El Tahir      | Sudán     | 3     |
| Zouheir Dhaouadi       | Túnez     | 3     |
| Salema Kasdaoui        | Túnez     | 3     |
| Abdelmoumene Djabou    | Argelia   | 2     |
| Love                   | Angola    | 2     |
| Jerry Nelson Djoué     | Gabón     | 2     |
| Bheki Shabangu         | Sudáfrica | 2     |
| Oussama Darragi        | Túnez     | 2     |

### Balón de oro
El Premio al Balón de Oro es entregado por la CAF al mejor jugador del torneo.
| Jugador          | Selección |
| ---------------- | --------- |
| Zouheir Dhaouadi | Túnez     |

### Premio Fair Play
El Premio Fair Play es otorgado por la CAF al equipo con el mejor registro disciplinario de la competición.
| Selección                       |
| República Democrática del Congo |
| ------------------------------- |